# Biegi narciarskie na Mistrzostwach Świata w Narciarstwie Klasycznym 2009 – sztafeta mężczyzn
Sztafeta mężczyzn na 4x10 km była jedną z konkurencji XXXIV Mistrzostw Świata w Narciarstwie Klasycznym, zawody odbyły się 27 lutego 2009 roku. Tytuł sprzed dwóch lat obroniła reprezentacja Norwegii w składzie: Eldar Rønning, Odd-Bjørn Hjelmeset, Tore Ruud Hofstad i Petter Northug. Drugie miejsce zajęli Niemcy: Jens Filbrich, Tobias Angerer, Franz Göring i Axel Teichmann, a brązowy medal zdobyła reprezentacja Finlandii w składzie: Matti Heikkinen, Sami Jauhojärvi, Teemu Kattilakoski oraz Ville Nousiainen.

## Rezultaty
| Miejsce | Numer | Państwo           | Zawodnicy                                                                      | Czas                                      | Strata  |
| ------- | ----- | ----------------- | ------------------------------------------------------------------------------ | ----------------------------------------- | ------- |
| 01 !    | 1     | Norwegia          | Eldar Rønning Odd-Bjørn Hjelmeset Tore Ruud Hofstad Petter Northug             | 1:41:50,6 26:28,3 26:12,7 24:40,7 24:28,9 | —       |
| 02 !    | 4     | Niemcy            | Jens Filbrich Tobias Angerer Franz Göring Axel Teichmann                       | 1:41:53,2 26:03,4 26:13,7 24:50,1 24:46,0 | +2,6    |
| 03 !    | 6     | Finlandia         | Matti Heikkinen Sami Jauhojärvi Teemu Kattilakoski Ville Nousiainen            | 1:42:34,5 26:22,4 25:55,3 25:31,2 24:45,6 | +43,9   |
| 4       | 9     | Włochy            | Roland Clara Valerio Checchi Pietro Piller Cottrer Giorgio Di Centa            | 1:43:13,0 26:56,5 27:17,9 24:29,7 24:28,9 | +1:22,4 |
| 5       | 11    | Kanada            | Devon Kershaw George Grey Ivan Babikov Alex Harvey                             | 1:43:21,9 26:03,9 27:26,6 24:55,3 24:56,1 | +1:31,3 |
| 6       | 3     | Szwecja           | Daniel Richardsson Johan Olsson Mathias Fredriksson Marcus Hellner             | 1:44:03,7 27:13,5 26:21,5 25:09,6 25:19,1 | +2:13,1 |
| 7       | 10    | Szwajcaria        | Curdin Perl Dario Cologna Remo Fischer Toni Livers                             | 1:44:34,4 27:19,2 26:16,2 25:18,1 25:40,9 | +2:43,8 |
| 8       | 12    | Estonia           | Jaak Mae Andrus Veerpalu Kaspar Kokk Aivar Rehemaa                             | 1:44:34,4 26:16,3 26:14,0 26:47,7 25:16,4 | +2:43,8 |
| 9       | 5     | Francja           | Alexandre Rousselet Jean-Marc Gaillard Vincent Vittoz Emmanuel Jonnier         | 1:45:00,3 28:16,2 27:26,8 24:55,1 24:22,2 | +3:09,7 |
| 10      | 7     | Kazachstan        | Siergiej Czeriepanow Aleksiej Połtoranin Jewgienij Wieliczko Nikołaj Czebot´ko | 1:45:35,4 27:12,2 26:49,3 25:20,4 26:13,5 | +3:44,8 |
| 11      | 8     | Czechy            | Martin Jakš Lukáš Bauer Jiří Magál Martin Koukal                               | 1:46:52,3 28:24,1 27:20,9 25:48,5 25:18,8 | +5:01,7 |
| 12      | 13    | Stany Zjednoczone | Kris Freeman Chris Cook James Southam Andrew Newell                            | 1:47:25,5 26:20,2 27:47,6 26:19,2 26:58,5 | +5:34,9 |
| 13      | 15    | Australia         | Ben Sim Callum Watson Andrew Mock Mark van der Ploeg                           | LAP 29:14,9 29:55,6 LAP —                 | —       |
| 14      | 14    | Wielka Brytania   | Andrew Musgrave Alexander Standen Andrew Young Simon James Platt               | LAP 29:03,3 LAP —                         | —       |
| —       | 2     | Rosja             | Siergiej Nowikow Wasilij Roczew Aleksandr Legkow Jewgienij Diemientjew         | DSQ                                       | —       |